# Невроз
Невро́з, психоневро́з, невроти́ческое расстро́йство (новолат. neurosis от др.-греч. νεῦρον «нерв») — устаревшее название группы нервно-психических расстройств, возникающих по причине острых и хронических психологических травм и характеризующихся отсутствием качественных изменений психической деятельности. Клиническая картина таких расстройств характеризуется астеническими, навязчивыми или истерическими проявлениями, а также временным снижением умственной и физической работоспособности.
Психогенным фактором во всех случаях являются конфликты (внешние или внутренние), действие обстоятельств, вызывающих психологическую травму, стресс либо длительное перенапряжение эмоциональной и интеллектуальной сфер психики.
Понятие «невроз» было введено в медицину в 1776 году шотландским врачом Уильямом Калленом. Содержание термина неоднократно пересматривалось, однозначного общепринятого определения у термина нет до сих пор. Следует также иметь в виду, что в медицине и биологии «неврозом» могут называть разные функциональные нарушения высшей нервной деятельности.
Психические расстройства традиционно дифференцировались на неврозы и психозы. В отличие от психотических расстройств, при неврозах люди критичны к своему расстройству и способны руководить своими поступками.
Термин «невроз» больше не используется профессиональным психиатрическим сообществом в Соединённых Штатах Америки. В американском Диагностическом и статистическом руководстве по психическим расстройствам раздел «неврозы» с третьего издания DSM-III 1980 года был упразднён. Например, депрессивный невроз был заменён на дистимическое расстройство, обсессивно-компульсивный невроз на обсессивно-компульсивное расстройство, ипохондрический невроз на ипохондрию и т. д.. Начиная с десятого пересмотра Международной классификации болезней (МКБ-10) также более не применяется традиционная дифференциация между неврозами и психозами. Тем не менее, термин «невротические» используется в названии раздела (группы) психических расстройств «Невротические, связанные со стрессом, и соматоформные расстройства» (коды F40—F48).

## Причины и механика развития невроза
И. П. Павлов в рамках своего физиологического учения определял невроз как хроническое длительное нарушение высшей нервной деятельности (ВНД), вызванное перенапряжением нервных процессов в коре больших полушарий действием неадекватных по силе и длительности внешних раздражителей. Использование клинического термина «невроз» применительно не только к человеку, но и к животным в начале XX века вызвало множество споров.

### Психоаналитический подход
Психоаналитические теории представляют невроз и его симптоматику в основном как следствие глубинного психологического конфликта. Предполагается, что такой конфликт формируется в условиях сохраняющейся долгое время социальной ситуации, которая препятствует удовлетворению базисных потребностей человека или представляет угрозу для его будущего, которую он пытается, но не может преодолеть.
Зигмунд Фрейд видел этот конфликт в базовом противоречии между инстинктивными влечениями Оно и запрещающим давлением Сверх-Я, представляющим собой мораль и нормы, существующие в обществе.
Карл Густав Юнг не считал невроз чем-то негативным для личностного развития человека — наоборот, он придавал ему большое значение и считал благоприятным.
Карен Хорни считала, что базовый конфликт невроза — результат противоречия между несовместимыми защитными тенденциями личности. Для защиты от таких неблагоприятных социальных факторов как унижения, социальная изоляция, тотальная контролирующая любовь родителей, пренебрежительное и агрессивное отношение, ребёнок формирует способы защиты, основанные на движении «к людям», «против людей» и «от людей». Движение к людям преимущественно представляет собой потребность в подчинении, любви, защите. Движение против людей — это потребность во власти над людьми, славе, признании, успехе, в том, чтобы быть сильным и справляться с жизнью. Движение от людей представляет собой потребность в независимости, свободе, уходе, изоляции от людей. Невротик подвержен сразу всем трём тенденциям, однако одна из них преобладает, и таким образом можно условно классифицировать невротиков на «подчинённых», «агрессивных» и «обособленных». Карен Хорни уделяла много внимания проблемам, порождаемым противоречиями между защитными тенденциями.
В целом в настоящее время в качестве факторов, предрасполагающих к развитию невроза, выделяют как психологические (особенности личности, условия её созревания и воспитания, становления взаимоотношений с социумом, уровень притязаний), так и биологические факторы (функциональная недостаточность определённых нейромедиаторных или нейрофизиологических систем, делающая больных уязвимыми для определённых психогенных воздействий).

## Критерии выделения
Основными критериями выделения невротических расстройств из психических расстройств в целом являются:
- ведущая роль психогенных факторов в возникновении и декомпенсации болезненных проявлений;
- функциональный (обратимый) характер психических расстройств;
- отсутствие психотических симптомов, слабоумия, нарастающих изменений личности;
- эгодистонический (мучительный для больного) характер психопатологических проявлений, а также сохранение больным критического отношения к своему состоянию.

## Симптомы

### Психические симптомы
- Эмоциональное неблагополучие (зачастую без видимых причин).
- Нерешительность.
- Проблемы в общении.
- Неадекватная самооценка: занижение или завышение.
- Частое переживание чувства тревоги, страха, «тревожного ожидания чего-то», фобии, возможны панические атаки, паническое расстройство.
- Неопределённость или противоречивость системы ценностей, жизненных желаний и предпочтений, представления о себе, о других и о жизни. Часто встречается цинизм.
- Нестабильность настроения, его частая и резкая изменчивость.
- Раздражительность (см. подробнее: неврастения).
- Высокая чувствительность к стрессам — на незначительное стрессовое событие люди реагируют отчаянием или агрессией.
- Плаксивость.
- Обидчивость, ранимость.
- Тревожность.
- Зацикленность на психотравмирующей ситуации.
- Быстрое утомление при попытке работать — ухудшаются память, внимание, мыслительные способности.
- Чувствительность к громким звукам, яркому свету, перепадам температуры.
- Расстройства сна: часто человеку трудно заснуть из-за перевозбуждённости; сон поверхностный, тревожный, не приносящий облегчения; утром часто наблюдается сонливость.

### Физические симптомы
- Головные, сердечные боли, боли в области живота.
- Часто проявляющееся чувство усталости, повышенная утомляемость, общее снижение работоспособности (см. подробнее: неврастения).
- Панические атаки, головокружения и потемнения в глазах от перепадов давления.
- Нарушения вестибулярного аппарата: сложность держать равновесие, головокружения.
- Нарушение аппетита (переедание; недоедание; чувство голода, но быстрая насыщаемость при приёме пищи).
- Нарушения сна (бессонница): плохое засыпание, раннее пробуждение, пробуждения ночью, отсутствие чувства отдыха после сна, кошмарные сновидения.
- Психологическое переживание физической боли (психалгия), излишняя забота о своём здоровье вплоть до ипохондрии.
- Вегетативные нарушения: потливость, сердцебиение, колебания артериального давления, нарушение работы желудка, кашель, частые позывы к мочеиспусканию, жидкий стул.
- Иногда — снижение либидо и потенции.
- Дефекты речи (заикание).

## Связь неврозов с другими заболеваниями и симптомами

### Головная боль
Головная боль встречается в разных психических состояниях и заболеваниях. Обычно она возникает в случае эмоционального перенапряжения или в случае подавления своих чувств, например чувства гнева. Также головная боль может быть галлюцинаторной (психалгия).

### Панические расстройства, фобии, чувство тревоги
Различные тревожные расстройства (панические атаки, фобии, постоянное фоновое чувство тревоги) довольно часто сопутствуют неврозу.

## Лечение
Существует множество методов и теорий лечения неврозов. В лечении неврозов используют психотерапию и медикаментозное лечение с помощью антидепрессантов, транквилизаторов и нейролептиков.
Некоторые психиатры и психологи считают, что основным методом лечения неврозов и невротических реакций является психотерапия. На данный момент существует множество направлений и методов психотерапевтической помощи. Они делятся на патогенетические (воздействующие на причины невроза и процесс его удержания в личности) и симптоматические или вспомогательные, которые эффективно работают только совместно с патогенетическими методами, а сами по себе оказывают лишь временный, облегчающий симптоматику эффект.
- К патогенетическим относится психодинамическая, экзистенциальная, интерперсональная, когнитивная, системная, интегративная, гештальт-терапия.
- К симптоматическим направлениям относится поведенческая, гипнотерапия (гипноз), телесноориентированная, экспозиционная терапия, техники дыхательной гимнастики, арт-терапия, музыкотерапия и т. п.

Невроз является обратимым состоянием человека и хорошо поддаётся психотерапевтическому лечению. Лекарственная терапия служит лишь катализатором психотерапевтического процесса и ни в коем случае не может рассматриваться как основная форма терапии при неврозах. Изредка бывают случаи самостоятельного излечения от невроза в результате разрешения конфликта благодаря активному личностному росту человека, потери актуальности ситуации конфликта, возврат к исходному образу жизни и др.
При обсессивно-компульсивном расстройстве в качестве первой линии лечения рекомендуется применение когнитивно-поведенческой терапии (КПТ) и антидепрессантов группы СИОЗС или кломипрамина. Кроме когнитивно-поведенческой терапии, используется психодинамическая терапия или психоанализ, однако их эффективность, в отличие от эффективности КПТ, доказана недостаточно. КПТ является единственной разновидностью психотерапии, эффективность которой при обсессивно-компульсивном расстройстве подтверждена контролируемыми испытаниями.
При когнитивной терапии обсессивно-компульсивного расстройства применяют обучение адаптивности — техника, при которой терапевт стремится снова и снова вызывать у клиента навязчивые мысли, предполагая, что в результате такие мысли утратят своё угрожающее значение и это станет причиной снижения тревоги. Также применяется техника скрытого предотвращения ответа: терапевты учат больных удерживаться или отвлекаться от исполнения навязчивых действий, которые могут возникать во время обучения адаптивности. По мнению сторонников когнитивной теории, данное расстройство произрастает из нормального человеческого свойства иметь нежелательные, неприятные мысли: некоторые люди считают нежелательные мысли настолько отвратительными и создающими такое напряжение, что стараются устранить или избегать их. Эти усилия приводят к навязчивым действиям, которые временно снижают дискомфорт и в результате повторяются снова и снова, а попытки избавиться от навязчивых мыслей приводят к усилению тревоги, связанной с ними.
КПТ также используется и при других неврозах. Так, при генерализованном тревожном расстройстве обычно применяются два когнитивных подхода. Следуя одному из них, основанному на теориях Эллиса и Бека, психотерапевты помогают людям менять неадекватные убеждения, которые предположительно лежат в основе их расстройств. Следуя другому, они учат людей держать себя в руках в ситуации стресса. При фобиях сторонники поведенческой терапии используют методы терапии воздействия, в ходе которой люди со страхами подвергаются воздействию пугающих их предметов или ситуаций: например, людей, страдающих агорафобией, учат постепенно удаляться все дальше и дальше от дома и посещать общественные места. При панических атаках когнитивные терапевты пытаются исправлять неверные интерпретации людьми своих телесных ощущений — в частности, Бек объяснял своим пациентам, что испытываемые ими физические ощущения не несут вреда, рассказывал им о природе приступов паники, о действительных причинах физиологических ощущений и о тенденции пациентов к неверной интерпретации того, что они чувствуют.
При неврозах применяется и психоанализ. По мнению большинства психоаналитических школ, необходимо, чтобы пациент осознал свои противоречия, построил более точную картину своей личности.
Главная задача психотерапии состоит в том, чтобы помочь самому больному осознать все взаимосвязи, совокупность которых определила развитие невроза. Результат психотерапии состоит в уяснении больным реальных соотношений между его жизненным опытом, сформированной в этом опыте системой его отношений с окружающими людьми, ситуацией, с которой они пришли в противоречие, и проявлениями болезни. Весьма важным является при этом привлечение внимания больного не только к его субъективным переживаниям и оценкам, но также и к внешним условиям его социальной среды, к её особенностям.
Карен Хорни считала, что осознания своих противоречий категорически недостаточно, необходимо создать психотерапевтические условия для изменения личности, которые позволят ей уйти от невротических способов защиты от мира.
Психоанализ часто подвергается критике. В 1994 году Клаус Граве с группой учёных опубликовал метаанализ 897 самых значимых эмпирических исследований, посвящённых изучению эффективности психоанализа и сходных психотерапевтических методик. Граве пришёл к выводам, что отсутствуют положительные показания для долговременного применения (1017 сессий за 6 лет и более) психоанализа, при длительном применении психоанализа существенно повышается риск ятрогенных эффектов, а кратковременное применение (57 сессий за год) психоанализа малоэффективно для пациентов со страхами, фобиями и с психосоматическими расстройствами. Грейв также пришёл к выводу, что поведенческая терапия оказалась в два раза эффективней психоаналитической.
В статье «Вреден ли психоанализ?» американский психолог Альберт Эллис дал свою оценку возможного вреда от применения психоанализа. В частности, он утверждал, что психоанализ в целом построен на ошибочных предпосылках, он уводит пациентов от нужды работать над собой, даёт им оправдание бездействия; что из-за неэффективности психоанализа (потраченных впустую средств и времени) у многих пациентов в США подорвано доверие к психотерапии в целом. Доктор философии и скептик Р. Т. Кэрролл в своей книге «Словарь скептика» критиковал психоаналитическую концепцию бессознательного, хранящего память о травмах детства, как противоречащую современным представлениям о работе имплицитной памяти.

Психоаналитическая терапия во многих отношениях основана на поиске того, что, вероятно, не существует (подавленные детские воспоминания), предположении, которое, вероятно, ошибочно (что детский опыт является причиной проблем пациентов), и терапевтической теории, которая почти не имеет шансов быть верной (что перевод подавленных воспоминаний в сознание есть существенная часть курса лечения).— Кэррол Р. Т. Психоанализ / Пер. А. Алдаева и Е. Волкова
Пациенты, страдающие пограничными расстройствами, зачастую особенно восприимчивы к побочным эффектам психотропных средств. Для некоторых психофармакологических препаратов свойственно сходство побочных эффектов с невротическими проявлениями и как следствие — возможность усиления последних в ходе терапии.
При лечении невроза также очень важное место занимают гипноз и аутогенная тренировка.
Если невроз вызван сезонной депрессией, то для его лечения и профилактики также используют прогулки в солнечные дни или светотерапию.

## Профилактика
- Первичная психопрофилактика:
  - Предотвращение психотравмирующих влияний на работе и в быту.
  - Предотвращение ятрогений и дидактогений (правильное воспитание ребёнка, например, не прививать ему мнения о его неполноценности или превосходстве, не порождать чувство глубокого страха и вины при совершении «грязных» поступков, здоровые отношения между родителями).
  - Предотвращение семейных конфликтов.
- Вторичная психопрофилактика (предотвращение рецидивов):
  - Изменение отношения больных к психотравмирующим ситуациям путём бесед (лечение убеждением), самовнушения и внушения; своевременное лечение при их выявлении. Проведение регулярной диспансеризации.
  - Способствование увеличению яркости в помещении — убрать плотные шторы, использовать яркое освещение, максимально использовать светлое время суток, светолечение. Свет способствует вырабатыванию серотонина.
  - Общеукрепляющая и витаминотерапия, достаточный сон.
  - Диетотерапия (полноценное питание, отказ от кофе и алкогольных напитков и т. д.)
  - Своевременное и адекватное лечение других заболеваний: эндокринных, сердечно-сосудистых, особенно атеросклероза сосудов мозга, злокачественных новообразований, железо- и витамин B12-дефицитной анемии[25].
  - Обязательно избегать возникновения пьянства и тем более алкоголизма, наркомании и токсикомании[26].
- Всё вышесказанное относилось к индивидуальной психопрофилактике. Но необходимо на уровне учреждений и государства в целом проводить общественную психопрофилактику — оздоровление труда и бытовых условий.